# Syrrhopodon multipapillosus
Syrrhopodon multipapillosus là một loài rêu trong họ Calymperaceae. Loài này được L.T. Ellis mô tả khoa học đầu tiên năm 2007.